# Dimtcho Beliakov
Pour les articles homonymes, voir Beliakov.
Dimtcho Beliakov (bulgare : Димчо Беляков) (né le 6 octobre 1971 à Gotsé Deltchev en Bulgarie) est un joueur de football bulgare.

## Palmarès
- Meilleur buteur du championnat de Bulgarie: 1999 (21 buts).
- Vainqueur du championnat de Bulgarie: 1998, 1999.
- Vainqueur de la coupe de Bulgarie: 2004.
- Finaliste de la coupe de Bulgarie: 1999.